# Platydoras
Platydoras Bleeker, 1862 è un piccolo genere di pesci gatto spinosi originari degli habitat d'acqua dolce del Sud America subtropicale e tropicale.

## Tassonomia
Ci sono cinque specie riconosciute in questo genere:
- Platydoras armatulus (Valenciennes, 1840)
- Platydoras brachylecis Piorski, Garavello, Arce H. & Sabaj Pérez, 2008
- Platydoras birindellii Sousa et al., 2018
- Platydoras costatus (Linnaeus, 1758)
- Platydoras hancockii (Valenciennes, 1840)